# フェイェール県
フェイェール県（Fejér (ハンガリー語: Fejér vármegye, 発音 [ˈfɛjeːr])）は、ハンガリーの県。ドナウ川西岸に位置し、中欧最大の湖バラトン湖は県の西にある。ヴェスプレーム県、コマーロム・エステルゴム県、ペシュト、バーチ・キシュクン県、トルナ県、ショモジ県と接している。県都はセーケシュフェヘールヴァール。

## 地理
フェイェール県の形態は多様性に富む。南部は大平野に接し、その他の地域は丘陵地帯である。県中央にあるヴェレンツェ湖（en:Lake Velence）は人気の観光地である。県面積は4,359平方km、県人口は426,541人である。

## 歴史
一帯には、およそ2万年前から既に人が定住していた。古代ローマの属州パンノニアが置かれた時代には、数カ所の定住地があった。首都はゴルシウム（Gorsium）だが、その他に目を引く都市があった。現在のバラチとドゥナウーイヴァーロシュのある場所である（町はアンナマティアとインテルチサと呼ばれていた）。中世初期、フン族とアヴァール人が一帯に暮らしていた。586年以後、遊牧民族がこの地にやってきて、9世紀終わりにマジャル人が征服するまで暮らしていた。
マジャル人がここへ到着したのは895年から900年の間である。族長と彼の一族はフェイェール一帯に定住した。フェヘールヴァール（Fehérvár、現在のセーケシュフェヘールヴァール）の町が族長ゲーザの居住地として顕著な存在となっていった。ゲーザの子イシュトヴァーン1世の治下で、町は新設された県の県都となった。ハンガリーの歴代国王たちは16世紀まで、フェヘールヴァールで戴冠し、亡くなれば埋葬されてきた。
フェイェール県は1543年から1688年まで、オスマン帝国に支配された。数カ所の村が破壊され、人口が劇的に減少した。トルコ支配から脱すると、地元行政が1692年に再編された。セーケシュフェヘールヴァールが町の特権を取り戻したのは1703年だった。

## 主な市町村
市
- セーケシュフェヘールヴァール (100,570)
- ドゥナウーイヴァーロシュ (48,484)

町
- モール (14,272)
- シャールボガールド (12,446)
- ビチケ (11,891)
- ガールドニ (9,666)
- エルチ (8,289)
- エニング (6,835)
- ポルガールディ (6,802)
- プスタサボルチ (6,099)
- マルトンヴァーシャール (5,732)
- ヴェレンツェ (5,474)
- チャークヴァール (5,218)
- アバ (4,426)
- ラーツァルマーシュ (4,419)
- ボダイク (4,219)
- アドニ (3,717)

## ギャラリー

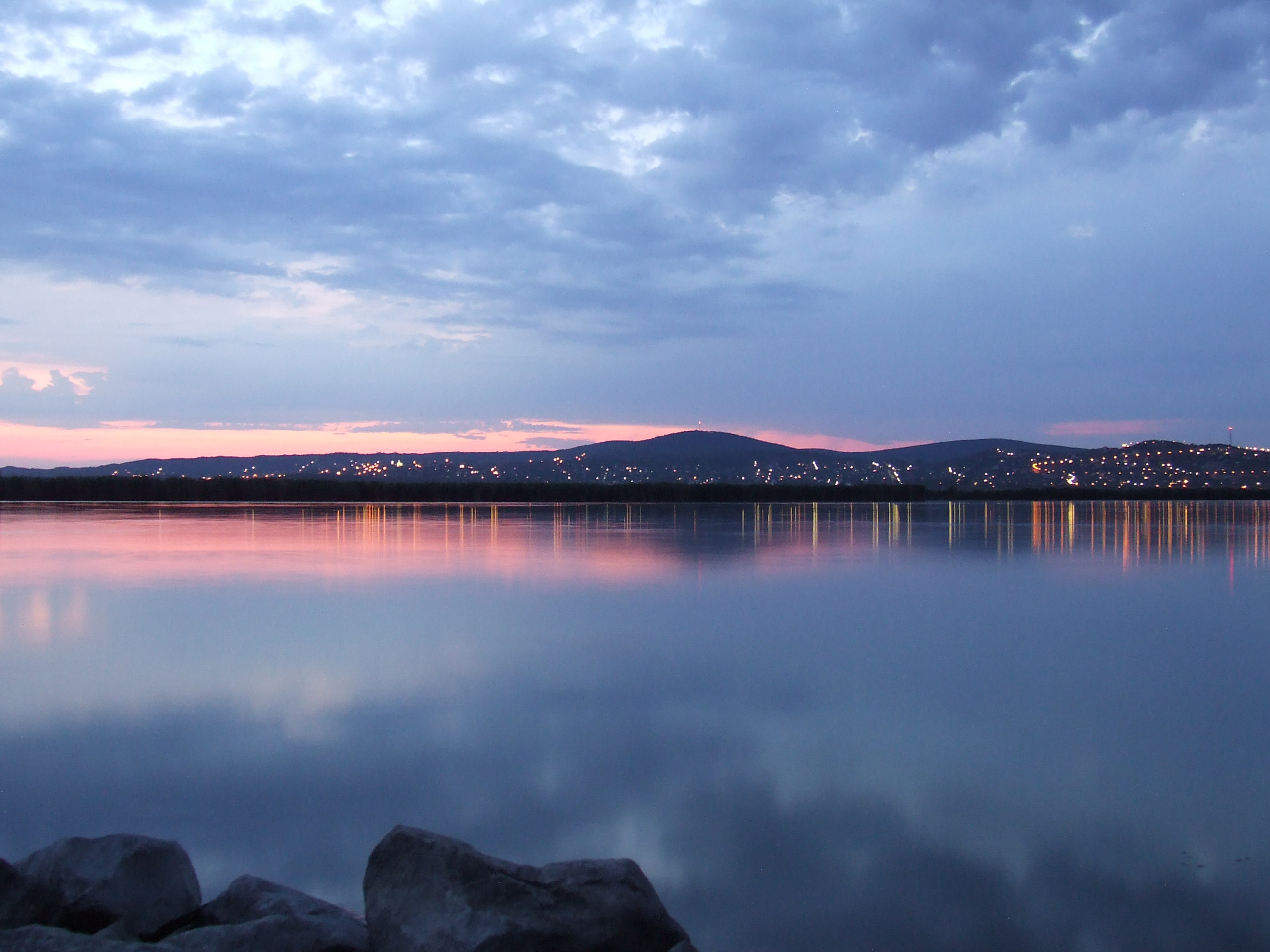
ヴェレンツェ湖
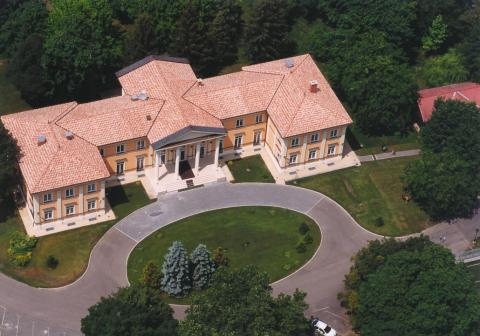
ガールドニの邸宅
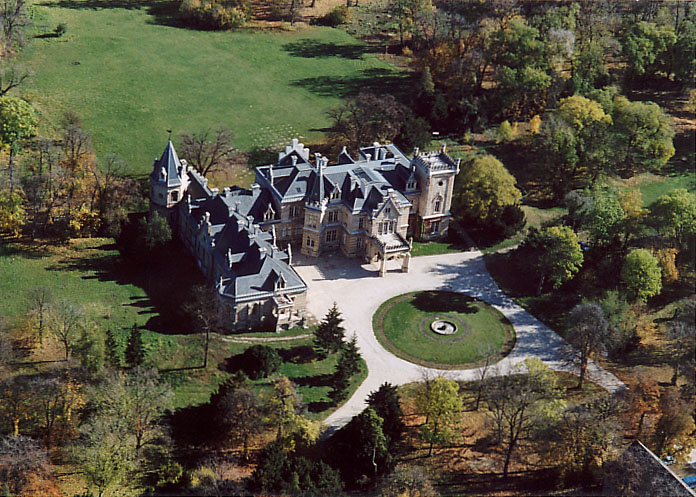
ナーダシュドラダーニの城